# Aliança de la Vall del Juba
L'Aliança de la Vall del Juba (AVJ) (somali: Isbahaysiga Dooxada Jubba) és una organització política i militar de Somàlia creada el 18 de juny del 2001 ocupant el lloc de les Forces Aliades Somalis.
L'11 de juny de 1999 les Forces Aliades van ocupar Kismaayo. El 18 de juny del 2001 es va fer un congrés en aquesta ciutat en la qual van agafar el nom d'Aliança de la Vall del Juba i van establir un acord amb el Govern Nacional de Transició (GNT). El líder de l'AVJ és el coronel Barre Adan Shire Hiiraale (el 2005 ministre de Defensa del Govern Federal de Transició format el 2004); com a cap militar el 2001 fou nomenat el coronel Abdulahi Sheik Ismael Fara-Tag. El 6 d'agost del 2001 va conquerir Jilib que estava en poder del Consell de Reconciliació i Restauració de Somàlia (de Hussein àlies Aydid junior) oposat al GNT i en absència de les forces militars, per unes hores el general Muhammad Siyad Hersi, àlies Morgan, del Front Nacional Somali-Moviment Patriòtic de Somàlia, va recuperar Kismaayo, fins al dia 7.
L'organització va seguir administran el Jubaland fins al 2006; després del 2004 el Consell de Reconciliació i Restauració de Somalia va donar suport al nou Govern Federal de Transició, i els dos grups van participar en aquest organisme.
El 24 de setembre del 2006 la Unió de Corts Islàmiques de Somàlia va ocupar Kismaayo i la major part del Jubaland (octubre). La regió de Gedo i la ciutat de Bardera es van oposar a quedar sota el control dels islamistes i van romandre neutrals. Després de la batalla de Baidoa (20 a 22 de desembre del 2006) els islamistes foren derrotats i van perdre Mogadiscio (29 de desembre) i l'Aliança va recuperar el control del Jubaland. Les forces locals de les corts i les que fugien de Mogadiscio es van enfrontar a les forces de l'Aliança i als seus alista etíops a la batalla de Jilib (31 de desembre del 2006) i en ser derrotats van evacuar Kismaayo (1 de gener) cap a la frontera amb Kenya.
Els islamistes es van reorganitzar i a finals de l'any 2007 la meitat de la ciutat de Kismaayo ja estava a les seves mans i el poder de l'Aliança s'havia esvaït a quasi tota la resta del territori. El 20 d'agost del 2008 els islamistes van atacar Kismaayo i van derrotar els defensors, ocupant l'altra meitat de la ciutat (22 d'agost). La milícia de l'Aliança de la Vall del Juba va fugir; el seu cap coronel Barre Adan Shire Hiiraale (ministre de defensa del GFT) va poder escapar però el seu vehicle va caure en mans dels atacants.